# بيل سايكس
بيل سايكس (بالإنجليزية: Bill Sykes)‏ (مواليد 3 أغسطس 1948) أصبح أحد أعضاء البرلمان الأسترالي في نوفمبر 2002 بعد عمله الطويل كطبيب بيطري ورجل أعمال.
كما يلعب بيل سايكس كرة القدم حيث شارك في أكثر من 50 مباراة لصالح فريق فيتزوري. وبالإضافة إلى عمله في البرلمان الأسترالي فإنه يمتلك مزرعة لتربية الأبقار والخراف في منطقة بينيلا بأستراليا.

## وصلات خارجية
- بيل سايكس على موقع AustralianFootball.com (الإنجليزية)
- بيل سايكس على موقع AFLtables.com (الإنجليزية)

- الموقع الرسمي لبيل سايكس